# Murilo Mendes
Murilo Monteiro Mendes, conocido como Murilo Mendes (Juiz de Fora, Minas Gerais, 13 de mayo de 1901 - Lisboa, 13 de agosto de 1975) fue un poeta modernista brasileño.
En 1920 se mudó a Río de Janeiro. Trabajó como archivero en el Ministerio de Hacienda y como funcionario del Banco Mercantil. En los años 1920 publicó sus poemas en revistas modernistas como "Verde" y "Revista de Antropofagia". Más tarde desempeñó otros destacados cargos en la administración pública de su país. En 1957 se estableció en Roma, donde dio clases de literatura brasileña. Recibió el Premio Internacional de Poesía Etna-Taormina en 1972.
En su primeros poemas destaca la belleza del paisaje brasileño, pero su conversión al catolicismo en 1934 imprimió un cambio en su obra, que mostró desde entonces una orientación más espiritual, con visiones sobrenaturales en una atmósfera surrealista. 

## Obras principales
- Poemas (1930). Premio Graça Aranha.
- Restauração da poesia em Cristo (1934)
- A poesia em pânico (1937)
- A idade do serrote (1938)
- O visionário (1941)
- Mundo enigma e O discípulo de Emaús (1945)
- Liberdade (1947)
- Convergências (1970)
- Publicação de Retratos-relâmpagos, 1ª série (1973)

- Datos: Q1953735
- Multimedia: Murilo Mendes / Q1953735